# Crown Ground
Der Crown Ground (durch Sponsorenvertrag offiziell Wham Stadium) ist ein Fußballstadion in der nordenglischen Stadt Accrington in der Grafschaft Lancashire. Der Bau aus den 1960er Jahren an der Livingstone Road ist die Heimstätte der Accrington Stanley (Spitzname: The Reds, deutsch Die Roten). Die Sportstätte hält 5.450 Plätze (3.100 Sitzplätze) für die Fußballfans bereit.

## Name
Momentan trägt der Hersteller von Kunststoff-Haushalts- und Garten-Waren What More UK für drei Jahre die Namensrechte an der Heimat der Stanleys. Der Crown Ground trägt den Namen Wham Stadium. Dafür zahlt das Unternehmen 200.000 £. Zusätzlich wird das Partnerunternehmen PlasticBoxShop für drei Jahre Trikotsponsor. Zuvor trug das Stadion weitere Sponsorennamen. Zum einen bis 2009 den Namen des Logistikunternehmens Interlink Express. Danach folgte bis 2013 das Reisebusunternehmen Fraser Eagle. Für zwei Jahre von 2013 bis 2015 war das Mietlagerunternehmen Store First Namensgeber.

## Geschichte
Die Anlage wurde 1968 eröffnet. Zwei Jahre später kaufte der heutige Heimverein Accrington Stanley die Spielstätte. Zur Saisoneröffnung der Lancashire Combination 1970/71 traten die neuen Hausherren vor 620 Zuschauern zum ersten Spiel gegen den FC Formby an. Anfang bis Mitte der 1970er Jahre gab immer wieder Schwierigkeiten mit dem Spielfeldrasen. In der Saison 1972/73 musste ein Ligaspiel gegen den FC Nelson in die frühere Heimat des Peel Park verlegt werden. Nach andauernden Problemen überlegte der Verein in der Spielzeit 1975/76 sogar die vollständige Rückkehr in die frühere Heimstätte. In der Saison 1986/87 erhielt die Spielstätte eine Flutlichtanlage.
Das Stadion der Stanleys umfasst vier Zuschauertribünen. An der Südseite liegt ein zweigeteilter Rang, der zur Hälfte aus der Haupttribüne Jack Barrett Memorial Stand, der 2013 nach Jack Barrett benannt wurde. Barrett, das letzte lebende Gründungsmitglied der Reds von 1968, verstarb im Laufe des Jahres 2013. Die andere Hälfte namens Thwaites Stand, ist auch als John Smith’s Stand bekannt. Sie sind komplett mit Sitzen ausgestattet und die Überdachung wird von massiven Stahlträgern gehalten. Auf der Rückseite des Ranges schließt der Fanshop des Vereins an. Auf der Gegengeraden liegt die Whinney Hill Terrace, die auch die Bezeichnung Cowshed trägt, und ist zu etwa zwei Drittel mit einem Dach geschützt. Der schmale Rang besitzt neben den Stehplätzen auf einem kleinen Teil drei Reihen Sitzplätze. Die weißen Kunststoffsitze ergänzten vor der Saison 2009/10 den Cowshed, um das von der Football League geforderte Minimum von 2.000 Sitzplätzen zu erreichen. Auf der Überdachung ist für Fernsehberichte ein Stellplatz für die Fernsehkamera auf einen Stahlrohrgerüst eingerichtet. Am Ostende des Cowshed befindet sich ein Teil der Plätze für die gegnerischen Fans.
Der Sophia Khan Stand, oder auch Clayton End, im Westen ist den Heimfans der Reds vorbehalten. Er erhielt vor der Saison 2007/08 ein Dach. Im vorderen Bereich sind fünf Sitzreihen mit roten Kunststoffsitzen installiert; dahinter liegen weitere Stehplätze, wie bei den anderen Stehplatzbereichen auch, mit Wellenbrechern als Abtrennung. Das Coppice End hinter dem Tor im Osten ist die Gästetribüne. Die Stehplatztraverse unter freiem Himmel verläuft zu zwei Drittel der Spielfeldbreite entlang.

## Tribünen
- The Jack Barrett Memorial Stand & Thwaites Stand – Haupttribüne, Süd, zweigeteilt, Sitzplätze, überdacht
- Whinney Hill Terrace (Cowshed) – Gegentribüne, Nord, Sitz- und Stehplätze, teilweise überdacht, Gästebereich
- Sophia Khan Stand (Clayton End) – Hintertortribüne, West, Sitz- und Stehplätze, überdacht
- Coppice End – Hintertortribüne, Ost, Stehplätze, unüberdacht, Gästebereich

## Zuschauerschnitt und Besucherrekord
Der Crown Ground gehört derzeit mit seinen 5.450 Plätzen, neben dem Broadfield Stadium in Crawley und dem Kingsmeadow in Kingston upon Thames zu den kleinsten Stadien im englischen Profifußball. Die größte Zuschauerkulisse lockte am 26. Januar 2019 das Spiel der 4. Runde im FA Cup 2018/19 zwischen Accrington Stanley und Derby County in den Crown Ground. Die Partie vor 5.397 Besuchern endete mit einer 0:1-Niederlage.
- 2011/12: 1.785 (Football League Two)
- 2012/13: 1.675 (Football League Two)
- 2013/14: 1.606 (Football League Two)
- 2014/15: 1.611 (Football League Two)
- 2015/16: 1.834 (Football League Two)
- 2016/17: 1.699 (EFL League Two)
- 2017/18: 1.979 (EFL League Two)
- 2018/19: 2.827 (EFL League One)

## Galerie

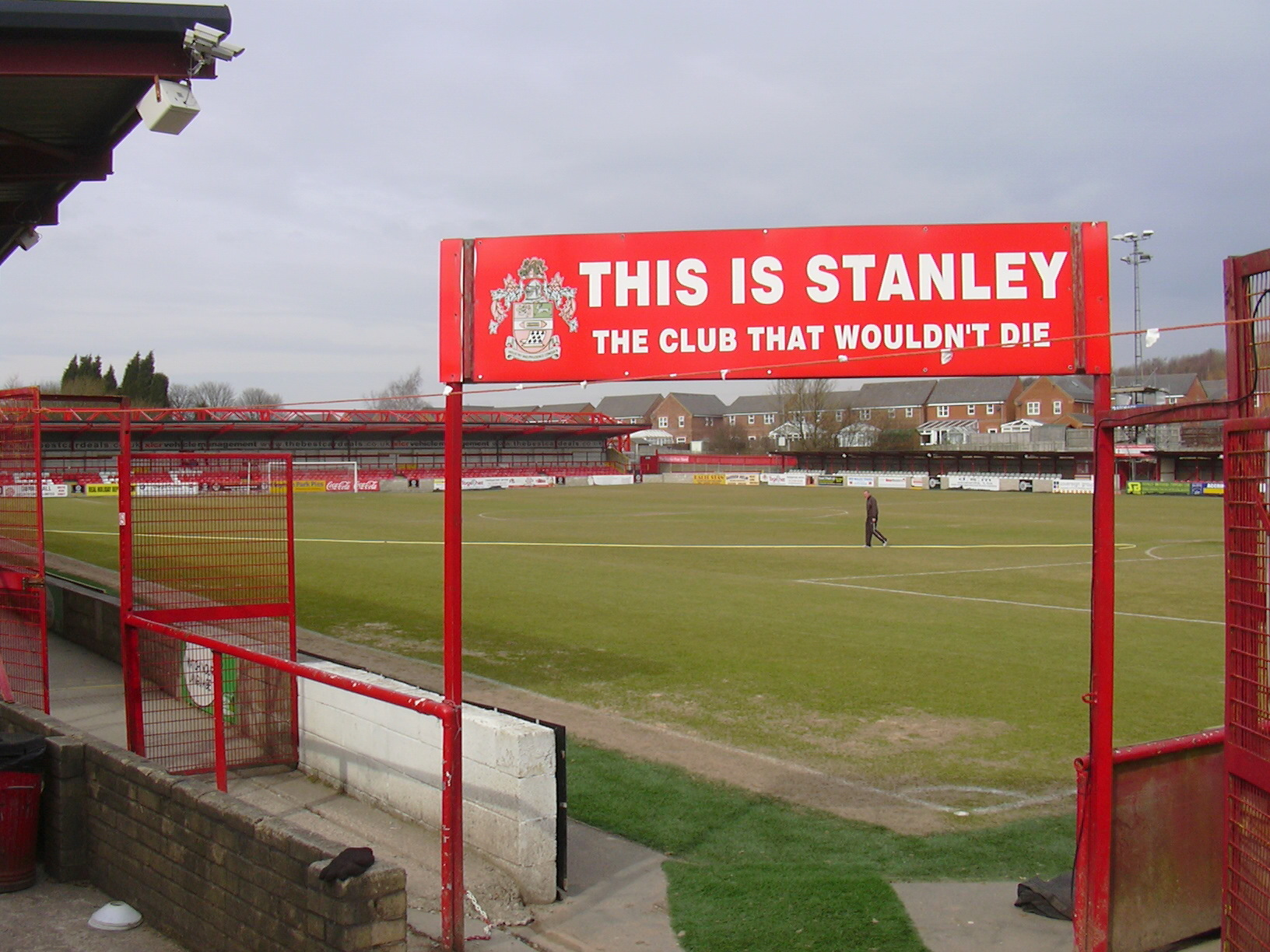
Vereinsschild am Stadion
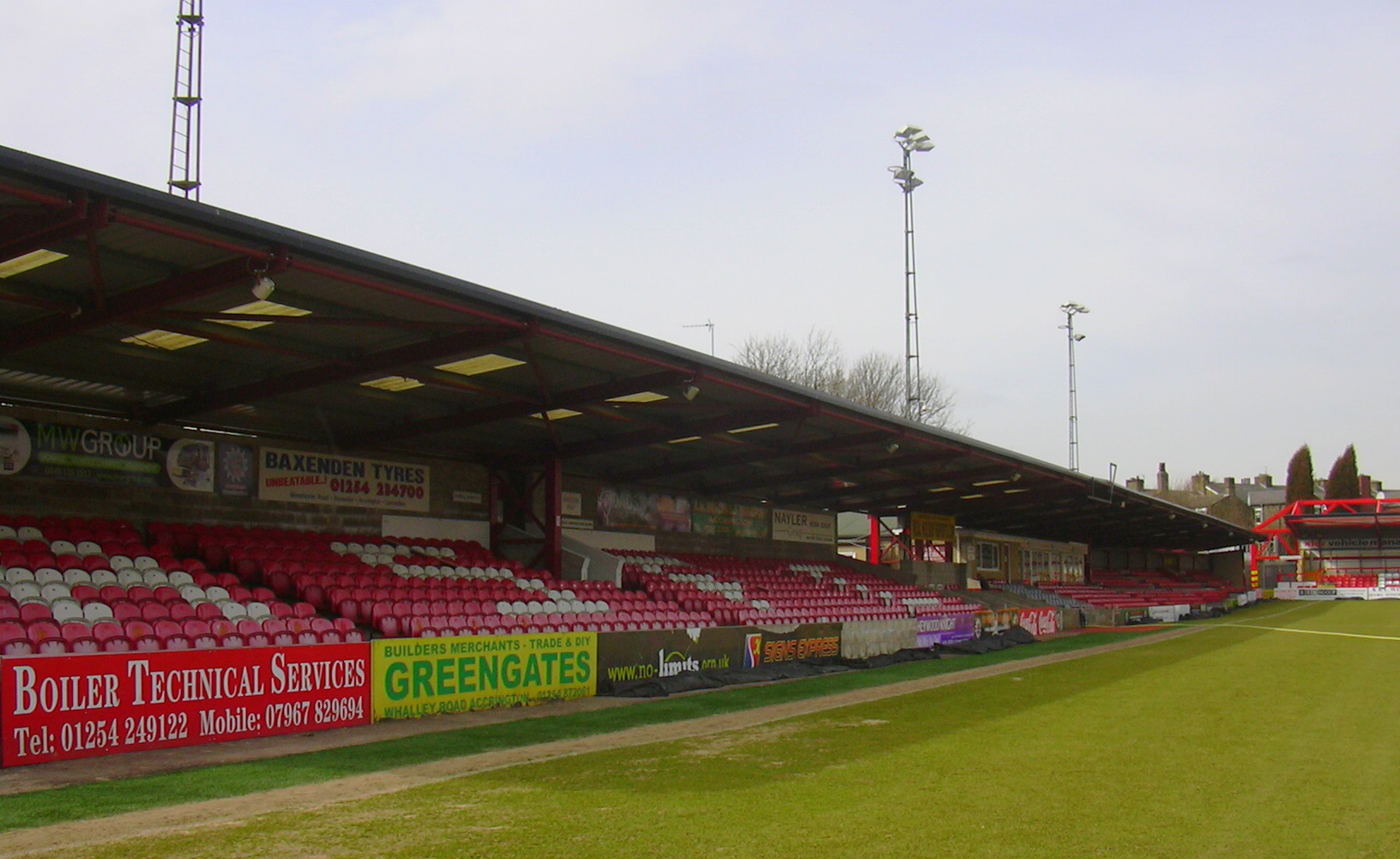
Die Haupttribüne
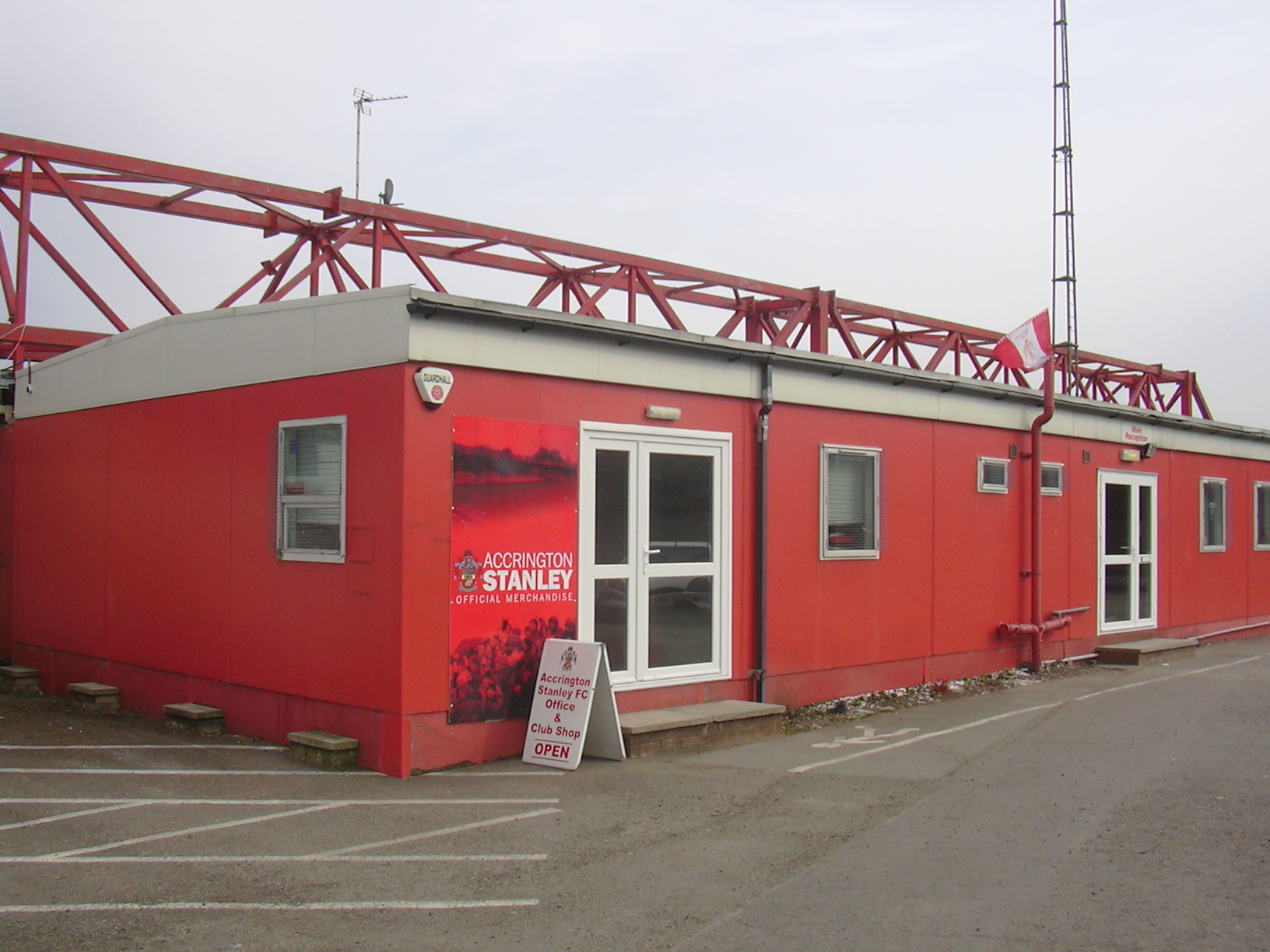
Der Fanshop am Stadion